# Краус, Педро Виллем
Пе́дро Ви́ллем Кра́ус (африк. Pedro Willem Crous, род. 1963) — южноафриканский миколог, директор Института грибного биоразнообразия Вестердейк (ранее — Центрального бюро грибных культур, CBS) в Нидерландах.

## Биография
Профессор Вагенингенского университета, Утрехтского университета, Стелленбосского университета, Преторийского университета, Фри-стейтского университета, Мельбурнского университета, Университета Мердока. С 2002 года — директор Центрального бюро грибных культур (CBS, ныне — Институт грибного биоразнообразия Вестердейк) Нидерландской королевской академии наук и искусств. Секретарь Международной микологической ассоциации. Руководитель фитопатологической исследовательской группы в Институте Вестердейк.
В 1999 году Краус стал обладателем премии имени К. Алексопулоса Микологического общества Америки. С 2001 года — обладатель премии имени Н. Хавенги Южноафриканской академии наук и искусств. В 2012 году избран почётным членом Микологического общества Америки.
Краус — один из основателей микологического ресурса MycoBank (2004). Один из главных редактором микологических журналов Persoonia, Studies in Mycology, IMA Fungus, Fungal Planet, также работает в редакции Sydowia, CBS Biodiversity Series.

## Некоторые публикации
- Crous P. W., Wingfield M. J., Mansilla J. P. et al. Phylogenetic reassessment of Mycosphaerella spp. and their anamorphs occurring on Eucalyptus. II // Studies in Mycology. — 2006. — Vol. 55. — P. 99—131.
- Crous P. W., Braun U., Groenewald J. Z. Mycosphaerella is polyphyletic // Studies in Mycology. — 2007. — Vol. 58. — P. 1—32.
- Crous P. W., Braun U., Schubert K., Groenewald J. Z. Delimiting Cladosporium from morphologically similar genera // Studies in Mycology. — 2007. — Vol. 58. — P. 33—56.
- Crous P. W., Schubert K., Braun U. et al. Opportunistic, human-pathogenic species in the Herpotrichiellaceae are phenotypically similar to saprobic or phytopathogenic species in the Venturiaceae // Studies in Mycology. — 2007. — Vol. 58. — P. 185—218.
- Crous P. W., Braun U., Wingfield M. J. et al. Phylogeny and taxonomy of obscure genera of microfungi // Persoonia. — 2009. — Vol. 22. — P. 139—161.
- Crous P. W., Summerell B. A., Carnegie A. J. et al. Novel species of Mycosphaerellaceae and Teratosphaeriaceae // Persoonia. — 2009. — Vol. 23. — P. 119—146.
- Crous P. W., Schoch C. L., Hyde K. D. et al. Phylogenetic lineages in the Capnodiales // Studies in Mycology. — 2009. — Vol. 64. — P. 17—47.
- Crous P. W., Tanaka K., Summerell B. A. et al. Additions to the Mycosphaerella complex // IMA Fungus. — 2011. — Vol. 2. — P. 49—64.
- Crous P. W., Braun U., Hunter G. C. et al. Phylogenetic lineages in Pseudocercospora // Studies in Mycology. — 2013. — Vol. 75. — P. 37—114.

## Грибы, названные именем П. Крауса
- Crousobrauniella Sh.Kumar et al., 2018 — назван именем Педро Крауса и Уве Брауна
- Calonectria crousiana S.F.Chen et al., 2011
- Calonectria crousii P.M.Kirk, 2015, nom. superfl. — Calonectria canadiana L.Lombard et al., 2010
- Cladosporium crousii Sand.-Den. et al., 2016
- Coniella crousii (K.C.Rajeshk. et al.) L.V.Alvarez & Crous, 2016 — Pilidiella crousii K.C.Rajeshk. et al., 2011
- Hawksworthiomyces crousii Z.W.de Beer et al., 2016
- Pseudocercospora crousii U.Braun & M.A.Dick, 2002